# Faro (Burkina Faso)
Pour les articles homonymes, voir Faro (homonymie).
Faro est une commune rurale située dans le département de Sapouy de la province du Ziro dans la région du Centre-Ouest au Burkina Faso.